# Novecento : Pianiste
Pour les articles homonymes, voir Novecento.
Novecento ( « XXe siècle » en italien) est un monologue théâtral de l'écrivain italien Alessandro Baricco, publié chez Feltrinelli en 1994, sous le titre original Novecento: un monologo, dont la traduction en français, par Françoise Brun, a été publiée par les éditions Mille & Une Nuits en 1997. Baricco l'écrit afin qu'il soit interprété par Eugenio Allegri et mis en scène par Gabriele Vacis, ses amis. Ceux-ci le présentent pour la première fois en juillet de la même année, au Festival d'Asti. D'après l'auteur, le texte se situe à mi-chemin entre une pièce de théâtre et un conte lu à voix haute.

## Trame
Ce monologue de Baricco raconte l'histoire de Danny Boodmann T.D. Lemon Novecento. Il est abandonné à sa naissance sur le paquebot où il est né, et est ensuite adopté par l'équipage. Il grandit parmi eux, sans jamais descendre à terre. Doué pour la musique, il apprend à jouer du piano et devient un virtuose. Sa réputation le rend célèbre et il est provoqué en duel musical par un autre pianiste.
L'histoire est racontée par Tim Tooney, le trompettiste de l'orchestre, ami de Novecento et témoin privilégié de sa vie.

## Adaptation au cinéma
En 1998, Giuseppe Tornatore réalise une adaptation cinématographique dont la version française s'intitule La Légende du pianiste sur l'océan.

## Adaptation au théâtre en France
- 2015-2019 : joué et mis  en scène par André Dussollier.

## Publications
- Alessandro Baricco (trad. de l'italien par Françoise Brun), Novecento : pianiste. Un monologue, Paris, Gallimard, coll. « folio bilingue », 2006, 175 p. (ISBN 2-07-032766-3)
- (it) Alessandro Baricco, Novecento : Un monologo, Feltrinelli, 1994
- (de) Alessandro Baricco, Novecento. Die Legende vom Ozeanpianisten, Munich, Piper, 2000